# Ґо Цзунсюнь
Ґо Цзунсюнь (кит.: 郭宗訓; піньїнь: Guō Zōngxùn; 14 вересня 953–973) — останній імператор Пізньої Чжоу періоду п'яти династій і десяти держав.

## Життєпис
Зійшов на трон у липні 959 року після смерті батька, імператора Чай Жуна. Вже у лютому наступного року був повалений генералом Чжао Куан'їнем, який заснував державу Сун.
Після усунення від престолу Ґо Цзунсюня разом з його матір'ю було заслано до Сіцзіна. Незважаючи на всі гарантії безпеки від нового імператора, Ґо Цзунсюнь був убитий 973 року одним із чиновників, який намагався вислужитись перед імператором. Довідавшись про таке, Чжао Куан'їнь оголосив жалобу й наказав поховати останнього імператора Пізньої Чжоу в гробниці його батька.

## Девіз правління
- Сяньде (顯德) 959—960